# CC Behrens
CC Behrens, bürgerlich Jürgen Behrens (* 12. Dezember 1955 in Rosdorf), ist ein deutscher Musiker, Schlagzeuger und Perkussionist. Er war mit den Bands Silent Circle und Fair Warning erfolgreich und gehörte zur Begleitband Verstärkung von Heinz Rudolf Kunze.

## Leben
Jürgen CC Behrens lernte mit zwölf Jahren Gitarre, bald darauf gründete er eine Schülerband. In den 1970er Jahren wechselte er ans Schlagzeug.
Zum Kürzel CC anstelle seines Vornamens Jürgen kam es während seiner Ausbildung zum Fluglotsen. Behrens: „Da bekommt jeder Initialen zugeteilt: JB war nicht mehr frei, aber CC hatten sie noch. Und das hat sich dann verselbständigt.“
CC war Gründungsmitglied des Disco-Pop-Trios Silent Circle, dem mit seiner zweiten Single "Touch in the night" 1986 ein Top-20-Hit in den deutschen Charts gelang. Er verließ die Band 1988, um sich Zeno anzuschließen. Aus Zeno wird später Fair Warning. 1993 stieg CC bei dieser Band aus – bis es 2005 zur Wiedervereinigung mit großer Japantour kam. In dieser Zeit blieb der Schlagzeuger auch in Deutschland gefragt, so spielte er 1991 zwei Tourneen mit Matthias Reim.
Nach seiner Zeit bei Fair Warning verwirklicht CC  seit 1994 seine Idee einer Percussion-Show namens Trommelfeuer, bei der er bis heute auf Veranstaltungen verschiedenster Art das Publikum musikalisch und Stockwurf-artistisch begeistert.
Seit Anfang der 1980er Jahre kannte er Heiner Lürig, und so war er am zweiten Album der "Magic Guitars" (H. Marathon/H. Lürig) beteiligt. Bei der Produktion der Demo-Version von Dein ist mein ganzes Herz lernte er Heinz Rudolf Kunze kennen und rückte bei den Arbeiten an dessen 1996er Album Richter-Skala in die Stammbesetzung um HRK auf, zu der er bis 2002 gehörte.